# Ferrovia del Tâmega
La ferrovia del Tâmega (in portoghese, Linha do Tâmega) in origine denominata Caminho de Ferro do Valle do Tamega o Linha do Valle do Tamega, è una ferrovia a scartamento metrico del Portogallo, che collega Livração (sulla Ferrovia del Duero) ad Arco de Baúlhe; è lunga 51,733 km; fu inaugurata il 15 gennaio 1949. Nel 2008 fu chiusa per ammodernamento tra Livração e Amarante.

## Storia
|  | Unknown route-map component "exSTR+l" | Unknown route-map component "exCONTfq" |

|  | Unknown route-map component "exBHF" |

|  | Unknown route-map component "exABZgl" | Unknown route-map component "exCONTfq" |

|  | Unknown route-map component "exLSTR" |

|  | Unknown route-map component "exBHF" |

| Unknown route-map component "exCONTgq" | Unknown route-map component "exABZgr" |  |

|  | Unknown route-map component "exLSTR" |

| Scenic interest | Unknown route-map component "exBHF" |  |

|  | Unknown route-map component "exHST" |

|  | Unknown route-map component "exBHF" |

|  | Unknown route-map component "exHST" |

|  | Unknown route-map component "exBHF" |

|  | Unknown route-map component "exHST" |

|  | Unknown route-map component "exBHF" |

|  | Unknown route-map component "exHST" |

|  | Unknown route-map component "exBHF" |

|  | Unknown route-map component "exHST" |

|  | Unknown route-map component "exHST" |

|  | Unknown route-map component "exBHF" |

|  | Unknown route-map component "exHST" |

|  | Unknown route-map component "exHST" |

|  | Unknown route-map component "exHST" |

|  | Unknown route-map component "exBHF" |

|  | Unknown route-map component "exHST" |

|  | Unknown route-map component "exHST" |

| Continuation backward | Unknown route-map component "exSTR2" | Unknown route-map component "exSTRc3" |

| Unknown route-map component "XBHF-L" | Unknown route-map component "exKXBHFa-R" + Unknown route-map component "exSTRc1" | Unknown route-map component "exSTR+4" |

| Continuation forward | Unknown route-map component "exSTRl" | Unknown route-map component "exSTRr" |

### Prodromi
La regione attraversata dal fiume Tâmega era, nel XIX secolo, popolosa e ricca di produzioni agricole, minerarie e forestali. Nel 1877 la Companhia do Caminho de Ferro do Porto à Póvoa e Famalicão approntò un progetto di prolungamento della propria linea della Póvoa fino a Chaves passando por Guimarães, Fafe e Cavez.
Due anni dopo il ministro Lourenço de Carvalho ipotizzò una ferrovia tra Famalicão e Régua, via Chaves, e una connessione con la ferrovia del Duero passante per Amarante. Il 15 luglio 1879 venne aperta al traffico la tratta Penafiel-Régua della ferrovia del Duero nella quale è compresa la stazione di Livração; fu presentata anche una proposta per una linea tra Livração e Chaves.
Tra 1885 e 1886 nell'ambito di un piano di sviluppo dei trasporti ferroviari a nord del fiume Mondego furono promossi studi per ferrovie a scartamento ridotto nella regione di Trás-os-Montes; uno di essi riguardava una linea Viseu-Chaves lungo il fiume Tâmega partendo dal Duero. Seguì l'anno dopo una ipotesi che prevedeva l'adozione dello scartamento largo ma l'asperità del terreno attraversato induceva a preferire lo scartamento ridotto.
Il 6 ottobre 1898 venne creata una commissione per esaminare i progetti di ferrovie complementari a nord del Mondego e a sud del Tago. La commissione incluse nel "Plano da Rede" una linea tra Livração, sulla ferrovia del Duero, e Vidago sulla progettata ferrovia del Corgo; la linea del Tâmega avrebbe seguito il corso del fiume Oura innestandosi a Cavez sul prolungamento della ferrovia di Guimarães. Le linee "transmontane" vennero in tal modo inserite, a scartamento metrico, nel "Plano Oficial da Rede ao Norte do Mondego" del 15 febbraio 1900; vi erano tra l'altro la Guimarães-Cavez e la Livração-frontiera (passando per Amarante, Cavez e Chaves. Il tracciato avrebbe dovuto seguire una direzione più marginale a Cavez, a causa della difficile orografia, non distanziandosi molto dalla zona di Mondim de Basto.
Il 14 luglio 1899 fu istituita l'Amministrazione delle Caminhos de Ferro do Estado e un fondo speciale per finanziarla. Agli inizi del 1903 iniziarono, ma con lentezza, gli studi esecutivi della Linha do Valle do Tamega; le pressioni di alcuni parlamentari sul ministro lo indussero a dare l'incarico dei progetti alle Ferrovie dello Stato; il 1º luglio la tratta Livração-Cavez venne inserita tra le opere prioritarie.
Per il finanziamento si sarebbe ricorso al fondo speciale; e d'altro canto avrebbe servito anche le "Terras de Basto".
Le discussioni si prolungavano e non si intravedeva un progetto definitivo per cui la costruzione, il 21 ottobre 1903, venne prorogata dal ministro dei lavori pubblici assegnando nuovi fondi per il proseguimento degli studi.
Il tracciato progettato iniziava a Livração ma ci furono opposizioni affinché iniziasse da Caíde e passasse per Lixa prima di giungere ad Amarante per cui si temporeggiò fino al 9 dicembre 1904 prima che si decidesse per l'opzione primitiva.
Il 13 febbraio 1905 la Direzione del Minho e del Duero delle Caminhos de Ferro do Estado bandì un pubblico concorso (per il 20 marzo) per la realizzazione del Caminho de Ferro do Valle do Tamega ripartito in tre lotti.

### Costruzione ed esercizio

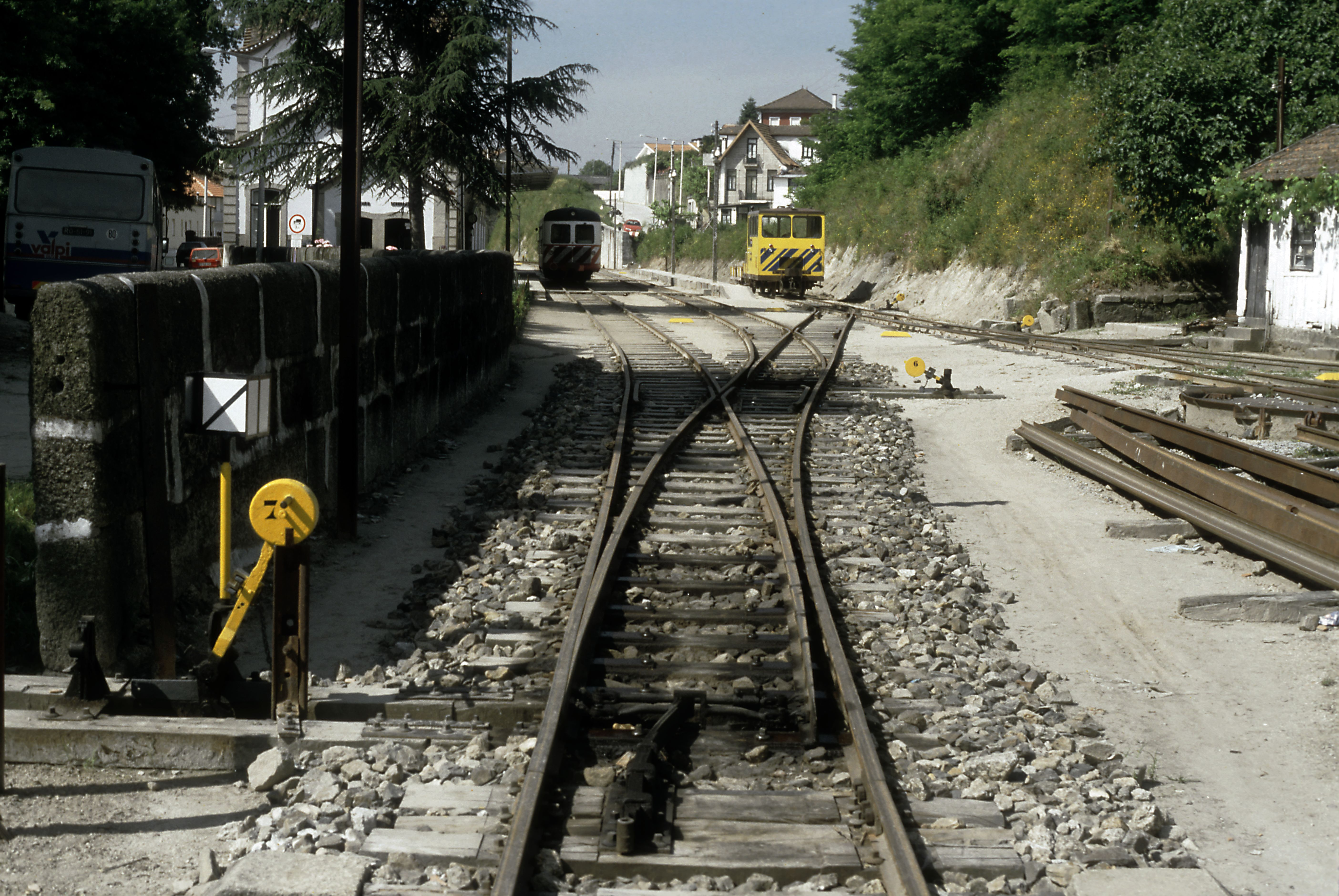
Stazione di Amarante nel 1996

#### Tratta Livração-Amarante
Nel marzo 1905, la "Divisione del Minho e del Duero" diede inizio ai lavori di costruzione a partire dalla stazione di Livração; in agosto i lavori erano avanzati anche se lentamente. L'intera tratta fino ad Amarante, della lunghezza di 12,8 km, fu inaugurata il 20 marzo 1909.

#### Tratta Amarante-Chapa
Nel 1910 il ministro Manuel Moreira tentò, senza successo, di promuovere il prolungamento della linea fino a Cavez. Solo dopo forti pressioni da parte delle autorità locali si proseguirono i lavori per i successivi 39 km fino ad Arco de Baúlhe; i lavori di fatto ricominciarono nel 1916 e lentamente fino al 22 novembre 1926 quando fu inaugurato il tratto fino a Chapa.

### Subentro della Companhia dos Caminhos de Ferro Portugueses e prosecuzione su Celorico
L'esercizio della linea del Tamega, del Sabor e del Corgo, tutte costruite dallo Stato, si svolse in maniera similare al resto della rete a scartamento largo. I coefficienti di esercizio si mantennero fino al 1914 di poco negativi. L'organizzazione delle Caminhos de Ferro do Estado specialmente dopo la rivoluzione dell'ottobre 1921 fu compromessa con effetti anche seri sull'esercizio. I lavori ancora in corso furono interrotti sollevando proteste da parte delle "autarchie" di Celorico de Basto, Mondim de Basto e Cabeceiras de Basto verso la fine del 1926.

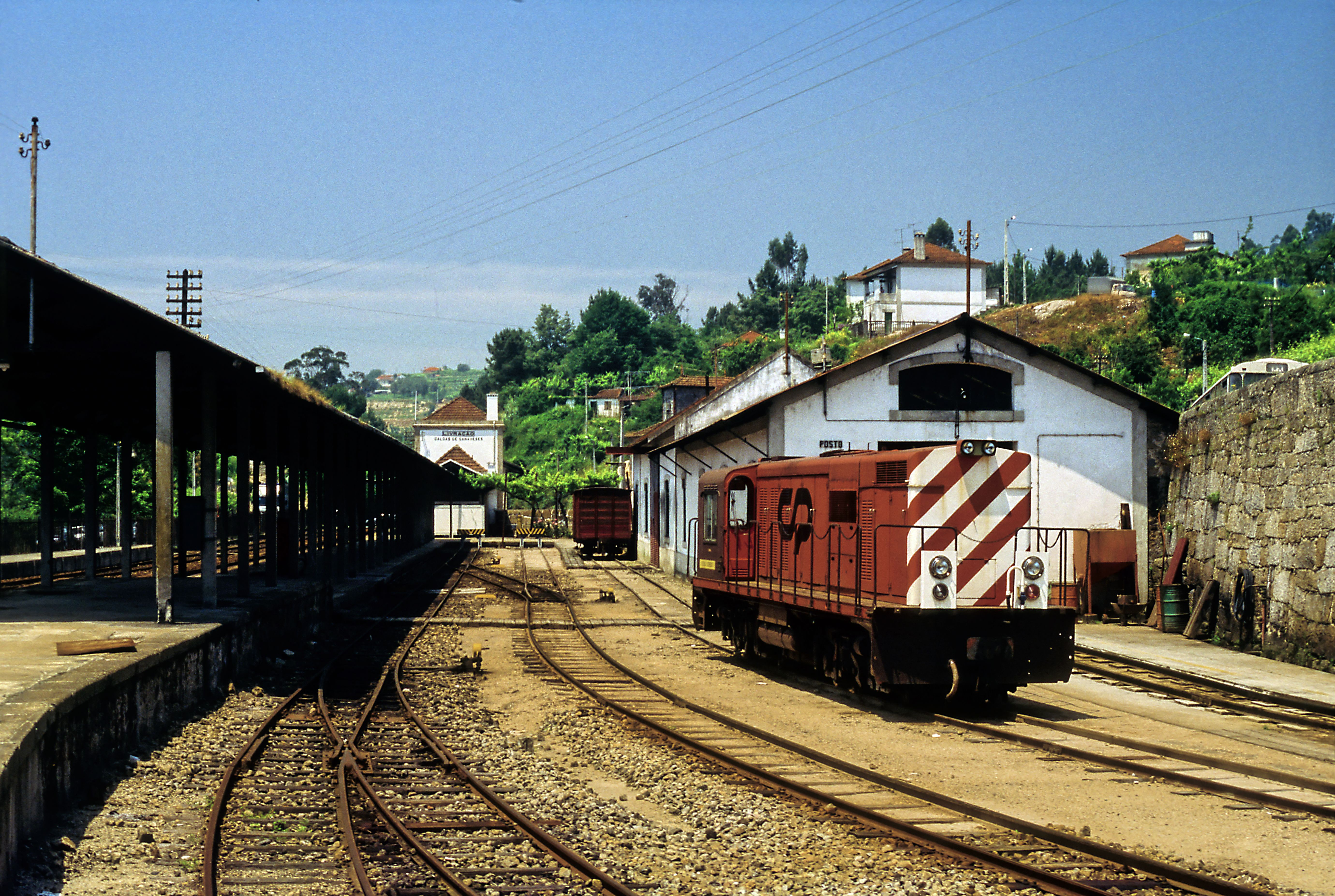
Stazione di Livraçao nel 1996

L'11 marzo 1927 la Companhia dos Caminhos de Ferro Portugueses vinse la gara per la cessione delle Caminhos de Ferro do Estado, inclusa la linea del Tâmega, sublocata alla Companhia dos Caminhos de Ferro do Norte de Portugal il 27 gennaio 1928 per 30 anni con la condizione di continuarne la costruzione fino a Celorico de Basto e Arco de Baúlhe e la collegasse alla ferrovia di Guimarães.
L'acquisizione della ferrovia del Tâmega non si riteneva fosse fonte di rendimento economico di per sé ma era importante per il volume di traffico apportato alla rete primaria a scartamento largo.
Il 25 giugno 1927 un decreto ministeriale ordinò la revisione del piano della rete ferroviaria; il piano rivisitato entrò in vigore con decreto n. 18190 il 28 marzo 1930 e prevedeva tre linee nella zona a nord del Duero: quella del Tâmega e dell'Ave e la Trasversale di Trás-os-Montes. Di conseguenza venne modificato il tracciato del Tamega spostando la connessione con la Linha do Corgo in un punto prossimo alla stazione di Pedras Salgadas e seguendo la valle del fiume Avelames. La ferrovia avrebbe avuto continuazione, nella stazione di Mirandela con la "Transversal de Trás-os-Montes" in quanto che la Linha do Ave avrebbe collegato Arco de Baúlhe (Linha do Tâmega) a Caniços, sulla ferrovia di Guimarães. Tale piano collegava tutte le linee a scartamento metrico a nord del Duero, eccetto la Linha do Sabor.
I lavori di costruzione della Linha do Tâmega fino a Calorico furono affidati, dalla Companhia do Norte, al subappaltante Barros e iniziarono nell'ottobre 1929. I costi di costruzione e di gestione si rivelarono del tutto inadeguati a fornire un qualsivoglia utile; l'inadeguatezza era anche frutto delle disposizioni legislative in vigore. Nonostante la Companhia do Norte ottenesse qualche risultato la crisi indotta dalla Grande depressione e il crescente sviluppo dei traffici su strada furono esiziali per la ferrovia. I lavori continuarono nel 1931 ma fu impossibile rispettare la scadenza dell'aprile 1931 per la loro conclusione.
Nel gennaio 1932 la tratta fino a Celorico de Basto era pronta; il 20 marzo venne inaugurata con grande solennità.

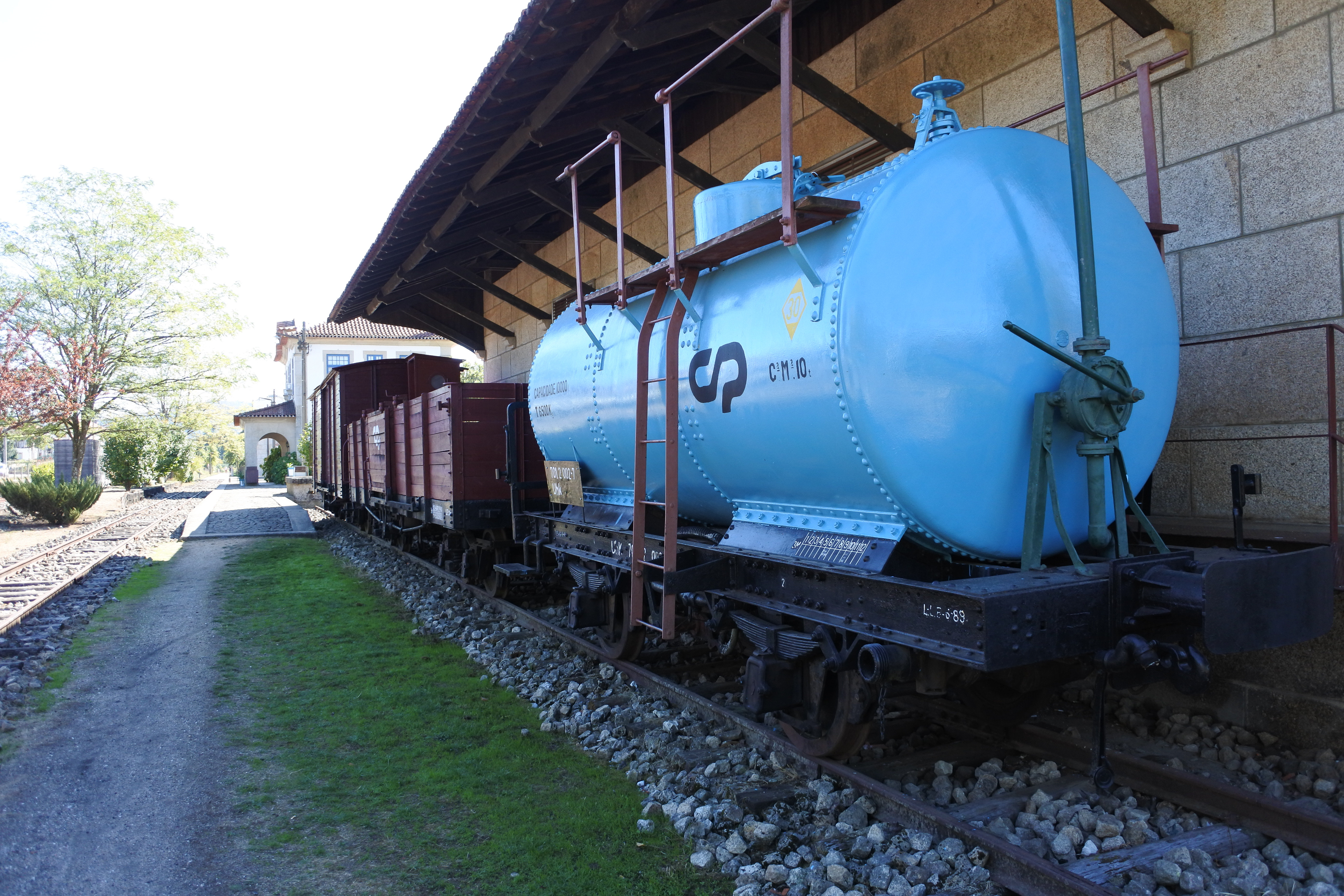
Stazione di Arco de Baúlhe, nel 2016

Nonostante fosse previsto dal contratto, lo Stato negò alla Compagnia il 70% degli indennizzi; l'esercizio continuò nonostante il deficit aggravato dalla conversione di scartamento della Linha da Póvoa, culminando con il Decreto-Legge 5 agosto 1933, n. 22951 che revocò la gestione assegnandola ad una commissione governativa.

#### Tratta Celorico-Arco de Baúlhe
Raggiunta Celorico la linea era ancora lontana da Arco de Baúlhe località in cui convergevano strade importanti e più adatta a servire i centri di Ribeira de Pena, Cabeceiras de Basto e la regione di Barroso. La tratta, di 16,6 km, venne preventivata il 21 marzo 1932 dal Consiglio Superiore delle Caminhos de Ferro da realizzare entro il 1935.
La linea venne gestita direttamente dalla Companhia dos Caminhos de Ferro Portugueses a partire dal 1947, che inaugurò la tratta fino ad Arco de Baúlhe il 15 gennaio 1949. Nel 1948 vennero immesse in servizio sulla linea le automotrici della serie CP 9100.
Dal 1949 le locomotive Diesel sostituirono le locomotive a vapore nei giorni festivi.
| Tratta                             | Lunghezza | Inaugurazione    | Chiusura       |
| ---------------------------------- | --------- | ---------------- | -------------- |
| Livração – Portogallo              | 12,770 km | 21 marzo 1909    | 25 marzo 2009  |
| Amarante - Chapa                   | 8,430 km  | 22 novembre 1926 | 1 gennaio 1990 |
| Chapa - Celorico de Basto          | 13,370 km | 20 marzo 1932    | 1 gennaio 1990 |
| Celorico de Basto - Arco de Baúlhe | 17,160 km | 15 gennaio 1949  | 1 gennaio 1990 |

### Declino e chiusura

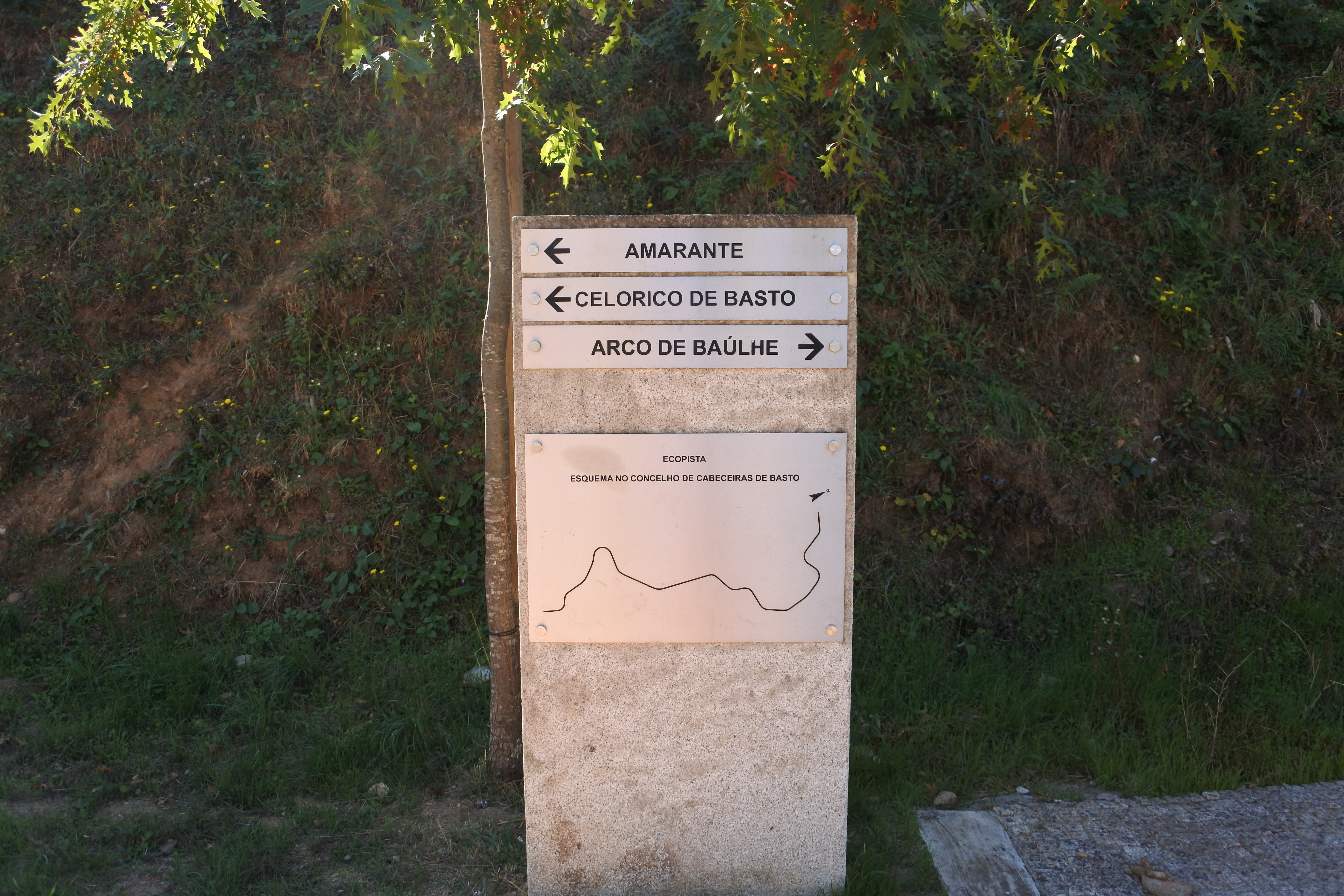
Cippo indicatore della ciclovia Celorico-Amarante

A causa del declino del traffico la tratta Amarante-Arco de Baúlhe, di 38,960 km, fu chiusa all'esercizio il 1º gennaio 1990.
Nel 1995 Caminhos de Ferro Portugueses prepararono un programma di rilancio turistico sulla rete del Duero e del Vouga.
Il 25 marzo 2009 la tratta ancora in servizio Livração - Amarante venne chiusa per lavori di risanamento ritenuti improrogabili da Rede Ferroviária Nacional; venne istituito un autoservizio sostitutivo in quanto se ne prevedeva il termine nel 2011.
Il 1º gennaio 2012 CP Regional istituì servizi di autobus in seguito alla decisione di non riattivare la ferrovia.
Al posto della tratta ferroviaria Celorico-Amarante è sorta una pista ciclabile.
La stazione di Arco de Baúlhe è stata trasformata in museo espositivo di apparecchiature della ferrovia.
Il 29 maggio 2015 un gruppo parlamentare presentò un progetto al Parlamento portoghese (Projeto de Resolução N. 1502/XII/4.ª) di riattivazione e modernizzazione della ferrovia.